# São Benedito do Sul
São Benedito do Sul är en kommun i Brasilien.   Den ligger i delstaten Pernambuco, i den östra delen av landet, 1 500 km nordost om huvudstaden Brasília. Antalet invånare är 13 939.
Omgivningarna runt São Benedito do Sul är en mosaik av jordbruksmark och naturlig växtlighet. Runt São Benedito do Sul är det ganska tätbefolkat, med 62 invånare per kvadratkilometer.